# IOS 16
iOS 16 és la setzena versió principal del sistema operatiu mòbil iOS d'Apple per a l'iPhone. És el successor d'iOS 15 i es va anunciar a la Worldwide Developers Conference (WWDC) de la companyia el 6 de juny de 2022, juntament amb iPadOS 16, i es va llançar el 12 de setembre de 2022. Va ser succeït per iOS 17 el 18 de setembre de 2023.
És el primer llançament d'iOS que és exclusiu per a iPhones des de la primera versió d'iPhone OS 1, ja que deixa de ser compatible amb l'últim iPod. També és la versió final d'iOS per donar suport a l'iPhone 8, l'iPhone 8 Plus i l'iPhone X. Aquests iPhones van deixar de suportar iOS 17 el 2023.

## Característiques del sistema

### Forma lliure
Freeform és una aplicació de pissarra que permet als usuaris col·laborar junts en temps real. La pissarra és un espai "infinit" on els usuaris poden dibuixar, importar fitxers, FaceTime, missatges, tot sincronitzat amb fluïdesa.

### AirDrop
A iOS 16.2, la configuració predeterminada és "Només contactes" i la configuració "Tothom" es va canviar a "Tothom durant 10 minuts", que torna a "Només contactes" després de 10 minuts "per evitar sol·licituds no desitjades per rebre contingut.” Això es va activar a iOS 16.1.1 per a iPhones a la Xina.

### Pantalla de bloqueig
- L'aparença de la pantalla de bloqueig és personalitzable i pot allotjar widgets. El color de la lletra i el text de la data i l'hora es poden personalitzar a 8 preajustos i es poden aplicar efectes de color a tota la pantalla de bloqueig. La data està ara per sobre de l'hora i es pot afegir un petit giny al costat de la data. Es poden afegir i disposar horitzontalment altres ginys a la tercera fila, per sota de l'hora.
- Es poden configurar diverses pantalles de bloqueig.
- Els fons de pantalla en viu s'han eliminat a causa del nou gest de toc i mantén premut que permetria als usuaris personalitzar la pantalla de bloqueig.
- La pantalla de bloqueig també admet el mode horitzontal, disposant els elements horitzontalment en lloc de verticalment quan l'orientació del telèfon és horitzontal.
- Quan escolteu podcasts i música, si toqueu la portada de l'àlbum, la portada apareixerà a mida completa al centre de la pantalla de bloqueig amb un fons que coincideixi amb els colors.

### Mode d'enfocament millorat
- Es poden configurar diferents pantalles de bloqueig en funció del focus actiu.
- Els filtres d'enfocament permeten que les aplicacions mostrin contingut diferent en funció del focus actiu. Per exemple, Safari només mostrarà les pestanyes relacionades amb la feina si l'usuari activa "Enfocament de treball". De la mateixa manera, l'aplicació Mail només mostrarà missatges de correu electrònic d'una llista permesa de contactes de treball.
- L'usuari pot crear llistes d'aplicacions i contactes per silenciar i llistes d'aplicacions per permetre.

### Notificacions
- Les notificacions es mostren des de sota de la pantalla de bloqueig, en lloc de dalt.
- És possible mostrar les notificacions en tres estils diferents: comptar, apilar o llistar. Les notificacions es poden agrupar amb dos dits per reduir-les a un comptador.
- Les "Activitats en directe" mostren una interfície d'usuari dins d'una notificació gran que sempre es manté a la pantalla i s'actualitza contínuament per mostrar l'activitat dels usuaris en temps real. (Útil per veure la partitura en directe quan l'usuari no ho està mirant, etc.)

### Centre de control
- Un nou menú desplegable al Centre de control mostra totes les aplicacions que han accedit recentment a la càmera, el micròfon o la ubicació, el nou canvi del centre de control per obtenir notes ràpides.
- La funció de reconeixement de so Shazam integra la seva història amb l'historial de l'aplicació principal de Shazam, en lloc de separar les històries.

### Barra d'estat
La barra d'estat pot mostrar el percentatge de bateria als iPhones amb Face ID, de manera que l'usuari no ha de desplegar el Centre de control per veure'l.

### Dictat millorat
Durant el dictat de text, el teclat està sempre present i permet a l'usuari passar de la parla a l'escriptura manual i viceversa sense interrupcions. També és possible inserir emojis mitjançant el dictat. La puntuació automàtica insereix automàticament un punt quan hi ha una pausa en el dictat.

### Text en directe millorat
- Capacitat de seleccionar i manipular text en vídeos.
- Les accions ràpides són ordres disponibles directament al text en directe. És possible fer conversions de preus a una altra moneda o traduir text sobre la marxa.
- El suport s'ha ampliat al japonès, coreà i ucraïnès.

### Cerca visual millorada
- La cerca visual és capaç d'extreure objectes i persones reconegudes a les fotos; es pot interactuar amb ells per fer coses com ara arrossegar-los i deixar-los anar a altres aplicacions.

### Millores de Siri
- És possible finalitzar les trucades mòbils i de FaceTime simplement dient "Hey Siri, penja".
- Siri pot anunciar notificacions a l'altaveu.

### Spotlight
- Un botó nou per accedir a Spotlight directament des de la pantalla d'inici.
- El quadre de text d'entrada de cerca ara està ancorat al teclat, en lloc d'estar a la part superior, per tal de ser més accessible amb el telèfon amb una sola mà.
- Més resultats d'imatge d'aplicacions com Missatges, Notes i Fitxers.
- Accions ràpides com iniciar un temporitzador o executar una drecera.

### Traducció
- Permet a l'usuari activar la càmera per traduir el text que es reconeix en directe.
- Afegeix suport per a holandès, indonesi, polonès, tailandès, turc i vietnamita.

### Contingut parlat
- S'han afegit noves opcions de veu per a alguns idiomes compatibles (incloses les veus "Novetat" per a l'anglès) i s'han afegit veus i suport per als idiomes.

### Millora de l'accessibilitat
- La detecció de la porta és una característica que permet que les persones amb discapacitat visual siguin guiades per la càmera. És capaç de reconèixer la presència d'una porta i senyalitza a quants metres es troba.
- Una nova configuració d'accessibilitat permet a l'usuari evitar que es finalitzin les trucades telefòniques bloquejant el telèfon.

### Millores de la xarxa Wi-Fi
Es mostren les xarxes Wi-Fi desades anteriorment que es poden editar, suprimir o seleccionar per veure la contrasenya de xarxa després de l'autenticació mitjançant Face ID o Touch ID. Abans d'aquest canvi, l'única opció dels usuaris per eliminar xarxes prèviament connectades era tocar "oblida aquesta xarxa" des de l'aplicació de configuració, cosa que només es podia fer si estava connectat a aquesta xarxa. Els usuaris també tenien (i encara tenen) la possibilitat d'esborrar totes les xarxes conegudes anteriorment dels seus dispositius iOS escollint "esborrar la configuració de xarxa" des de Configuració–>General–>Transferir o restablir l'iPhone (a la part inferior)–>Restablir–>Restablir la configuració de la xarxa. Aquesta darrera opció s'aconsella amb freqüència a aquells que busquen solucionar una multitud de problemes de xarxa mòbil i Wi-Fi que sorgeixen als dispositius iOS dels usuaris.

### Millores a la xarxa mòbil
Durant la configuració de la xarxa cel·lular, l'eSIM d'un altre iPhone es pot transferir mitjançant Bluetooth.

### Còpia de seguretat
També es poden fer còpies de seguretat a iCloud en 4G, juntament amb 5G i Wi-Fi.